# Sigurður Pálsson
Sigurður Pálsson (Skinnastadur, 30 luglio 1948 – Reykjavík, 19 settembre 2017) è stato uno scrittore e poeta islandese.

## Biografia
Nato a Skinnastadur, piccolo villaggio del fiordo Öxarfjörður, nel 1948, ha studiato lingua francese a Parigi e Tolosa nel biennio '67-'68, drammaturgia all'Università Sorbonne Nouvelle dal '68 al '73 e dal '78 all'82 e ha ottenuto un Diplôme d'études approfondies al Conservatoire libre du cinéma français.
Autore di raccolte di liriche, testi teatrali, memorie e romanzi, nel 2007 ha ricevuto il Premio Letterario Islandese per la sua biografia Minnisbók.
Molto legato alla Francia, nel 1990 è stato nominato dal ministro della cultura Cavaliere dell'Ordine delle arti e delle lettere e nel 2007 Cavaliere dell'Ordine nazionale al merito dal presidente della repubblica.
È morto a Reykjavík il 19 settembre 2017 a 69 anni dopo una lunga battaglia contro il cancro.

## Opere principali
- Ljóð vega salt (1975)
- Ljóð vega menn (1980)
- Ljóð vega gerd (1982)
- Ljóð námu völd (1990)
- Ljóð línu (1993)
- Ljóðlínuskip (1995)
- Ljóð vega safn (1996)
- Ljóðlínuspil (1997)
- Parísarhjól (1998)
- Næturstaður (2002)
- Tattu (2002)
- Minnisbók (2007)
- Ljóðorkuþörf (2009)

### Traduzioni in italiano
- È accogliente, la mia casa, Faenza, Mobydick, 2013 traduzione di Silvia Cosimini ISBN 978-88-8178-512-4.

## Premi e riconoscimenti
- Premio Letterario Islandese: 2007 vincitore nella categoria "Narrativa" con Minnisbók